# SN 1999gp
SN 1999gp – supernowa typu Ia odkryta 8 stycznia 2000 roku w galaktyce M+06-06-49. Jej maksymalna jasność wynosiła 16,23m.